# NGC 720
NGC 720 is een elliptisch sterrenstelsel in het sterrenbeeld Walvis. Het hemelobject werd op 3 oktober 1785 ontdekt door de Duits-Britse astronoom William Herschel.

## Synoniemen
- PPGC 6983
- MCG -2-5-68